# Saint Mary’s megye
Saint Mary's megye az Amerikai Egyesült Államokban, azon belül Maryland államban található. Megyeszékhelye Leonardtown, legnagyobb városa California. Lakosainak száma 113 777 fő (2020. április 1.). Saint Mary’s megye Charles, Calvert, Dorchester, Somerset, Westmoreland és Northumberland megyékkel határos.

## Népesség
A megye népességének változása:
| Lakosok száma | 105 741 | 107 756 | 108 993 | 109 633 | 111 413 | 113 777 | 114 468 |
|               | 2010    | 2011    | 2012    | 2013    | 2015    | 2020    | 2021    |